# Амфітеатр в Ель-Джемі

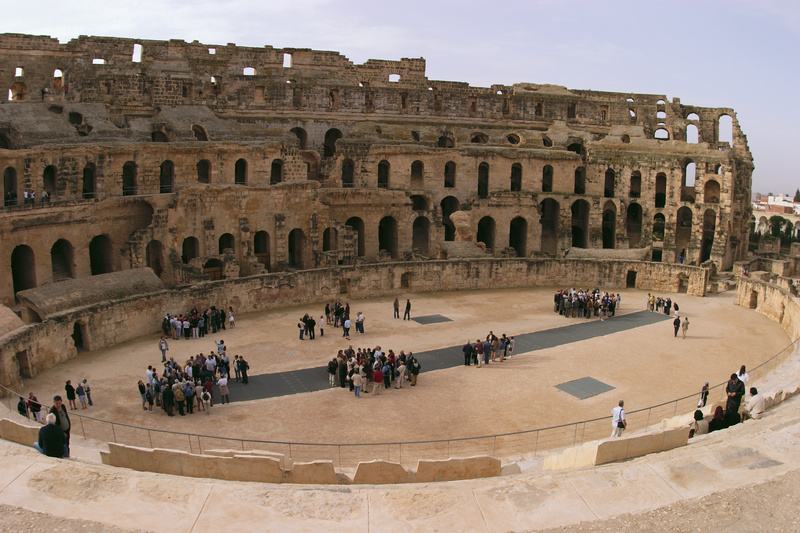

Амфітеатр в Ель-Джемі — давньоримська циркова споруда для перегонів колісниць та боїв гладіаторів в сучасному Тунісі в місті Ель-Джем.

## Історія
Колись тут було поселення фінікійців-мореплавців, що шукали на західних узбережжях родючих земель і покладів срібла, яким торгували. Римські вояки захопили ці землі в середині 1 століття до нашої ери, підкоривши і місцеві племена. Римське місто отримало назву Тіздрус, що перекладають як перехрестя.
Посушливі землі навколо оази колоністи засадили оливами, а оливкова олія та раби були головними статтями місцевої економіки. Тимчасове піднесення міста Тіздрус відбулося в 1-2 століттях н.е. Воно стало другим за значенням після Римського на той час Карфагена і важливим містом римської Північної Африки, приблизно рівним місту Хадрумет (сучасний Сус). Кількість його мешканців сягала 20-30 000.

## Амфітеатр, опис

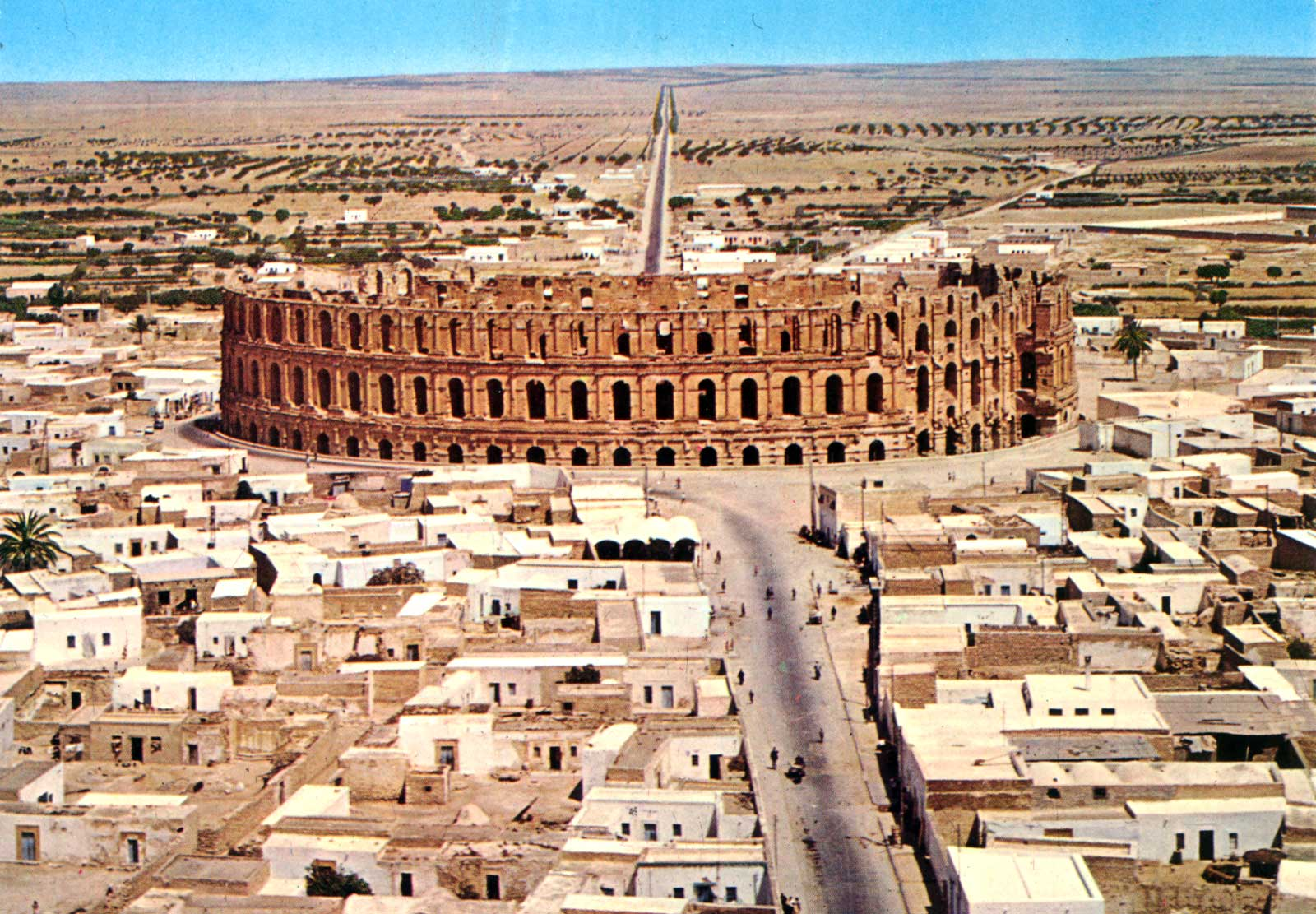

Точних відомостей про амфітеатр не збережено. Вважають, що його будівництво розпочали близько 230 року н.е. Воно тривало вісім років. В побудову споруди втрутилась політика. І хоча його встигли прикрасити багатоколірними мозаїками, будівництво припинили. В місті підняв повстання Гордіан І, якого оголовили місцевим імператором — при живому імператору Максиміну. 238 року армія Максиміна побила вояків Гордіана І і той покінчив життя самогубством. Амфітеатр використовували недовго, а в повному обсязі так і не відбудували.
До 7 століття велетенська споруда давньоримських архітекторів стояла недоторканою. Її розміри 120 на 150 метрів робили її другою за розмірами після імператорського амфітеатру Флавіїв в Римі, більш відомим як Колізей. Фактично амфітеатр в Тіздрусі став останньою велетенською спорудою зниклої імперії. 699 року в місті, яке захопили бербери, підняли повстання проти арабського поневолення. Після придушення повстання, бербери покинули місто.
Арабські мешканці міста почали використовували ніяк не потрібний їм амфітеатр як поклади безкоштовного будівельного каменю. Ціркова споруда була виконана із жовтуватого пісковику, легкого в обробці. Кам'яні брили були використані для побудови арабського міста Ель-Джем та для спорудження соборної мечеті в місті Кайруан.
В 20 столітті випадково збережені давньоримські мозаїки перенесені в місцевий Археологічний музей. 1979 року залишки давньоримського амфітеатру в місті Ель-Джем ЮНЕСКО оголосило світовою спадщиною.

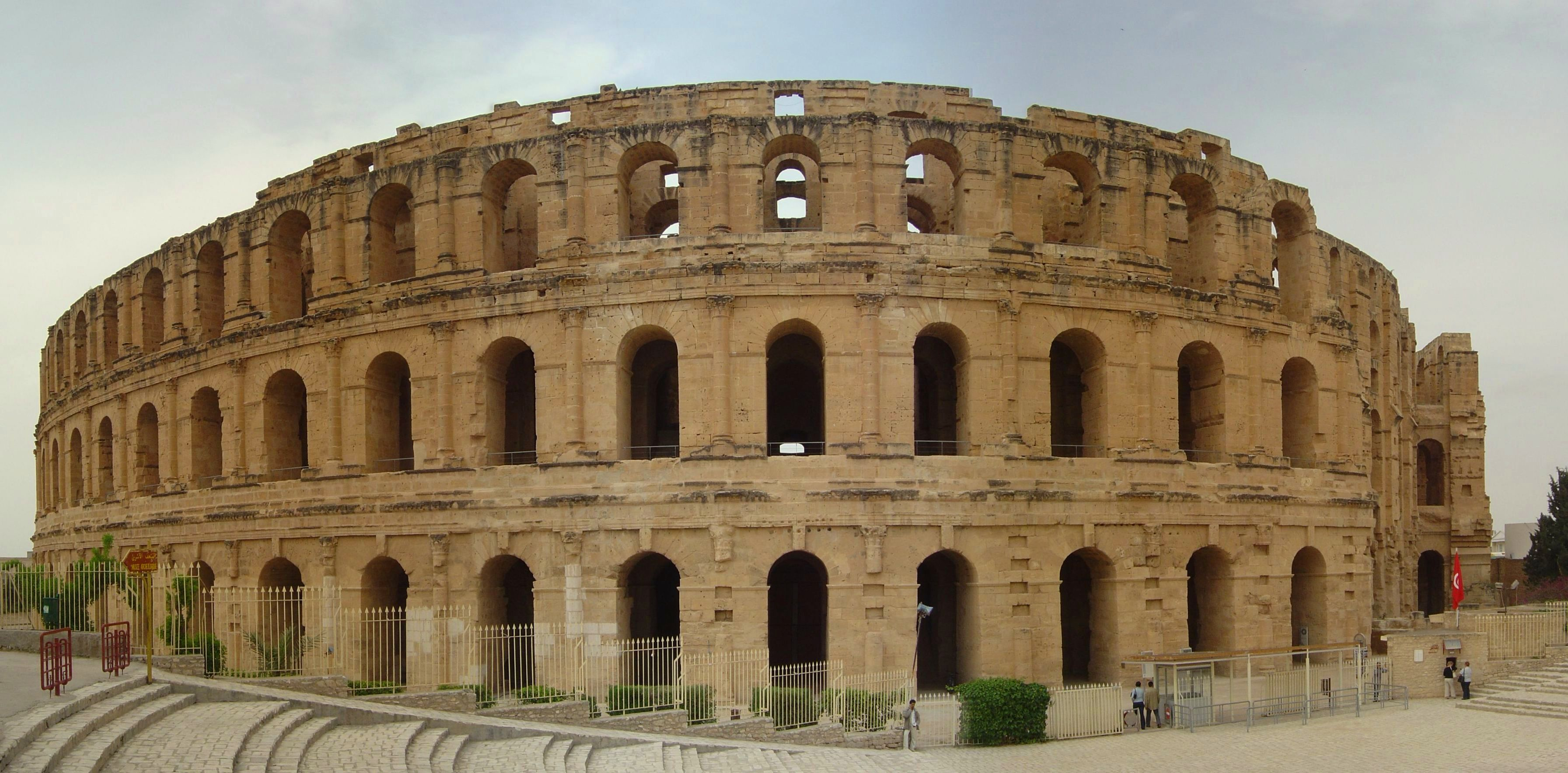
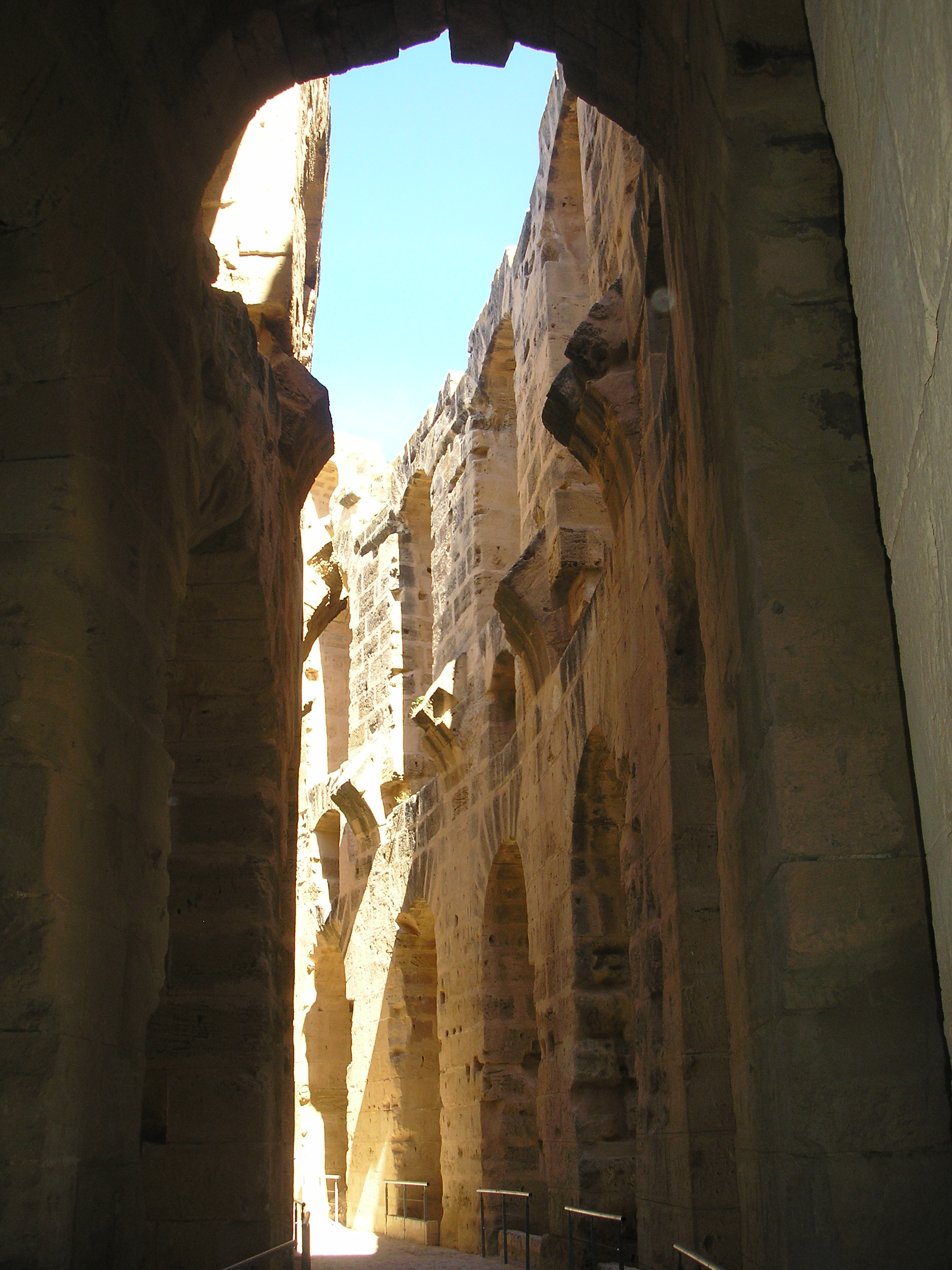
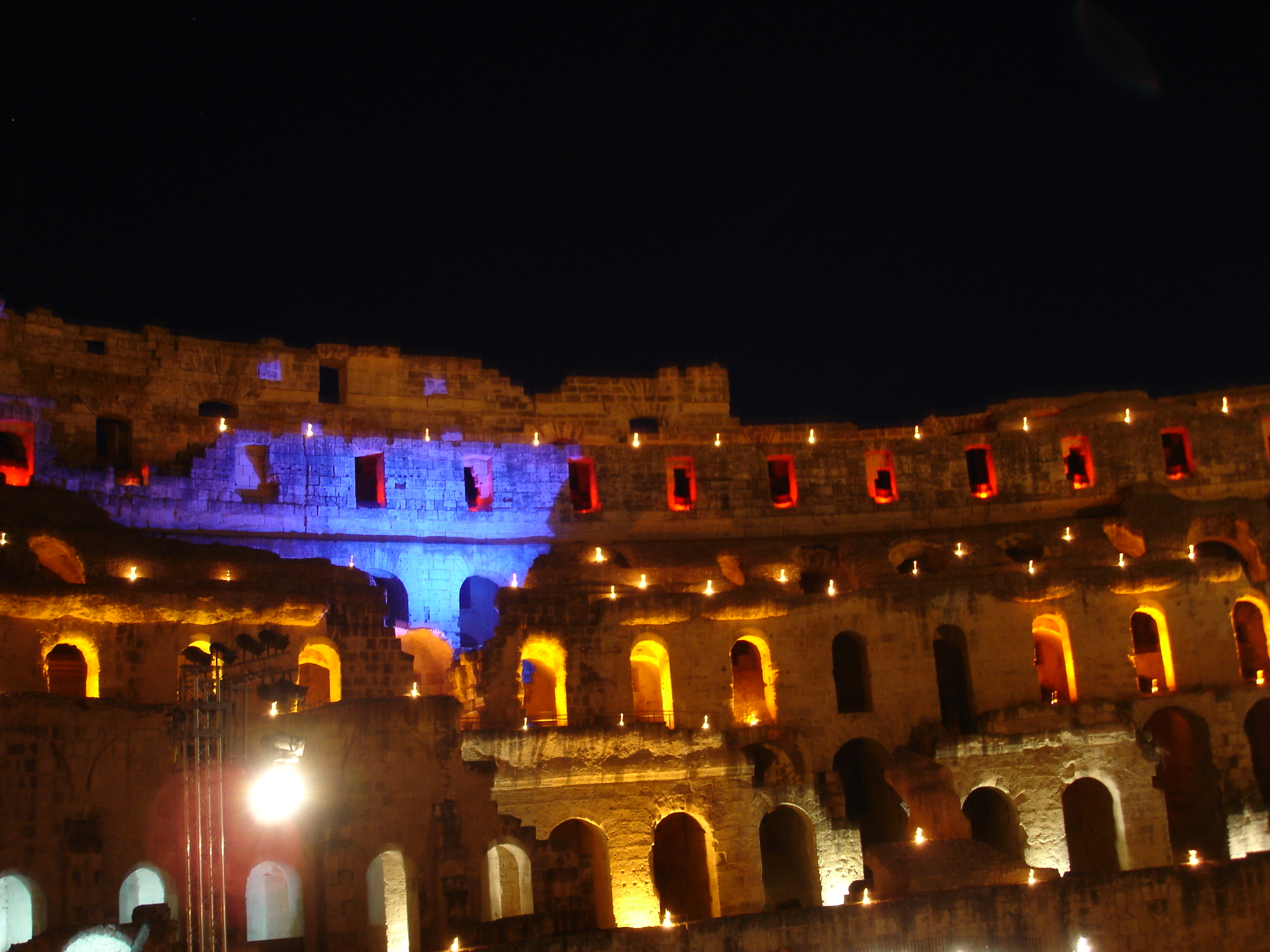
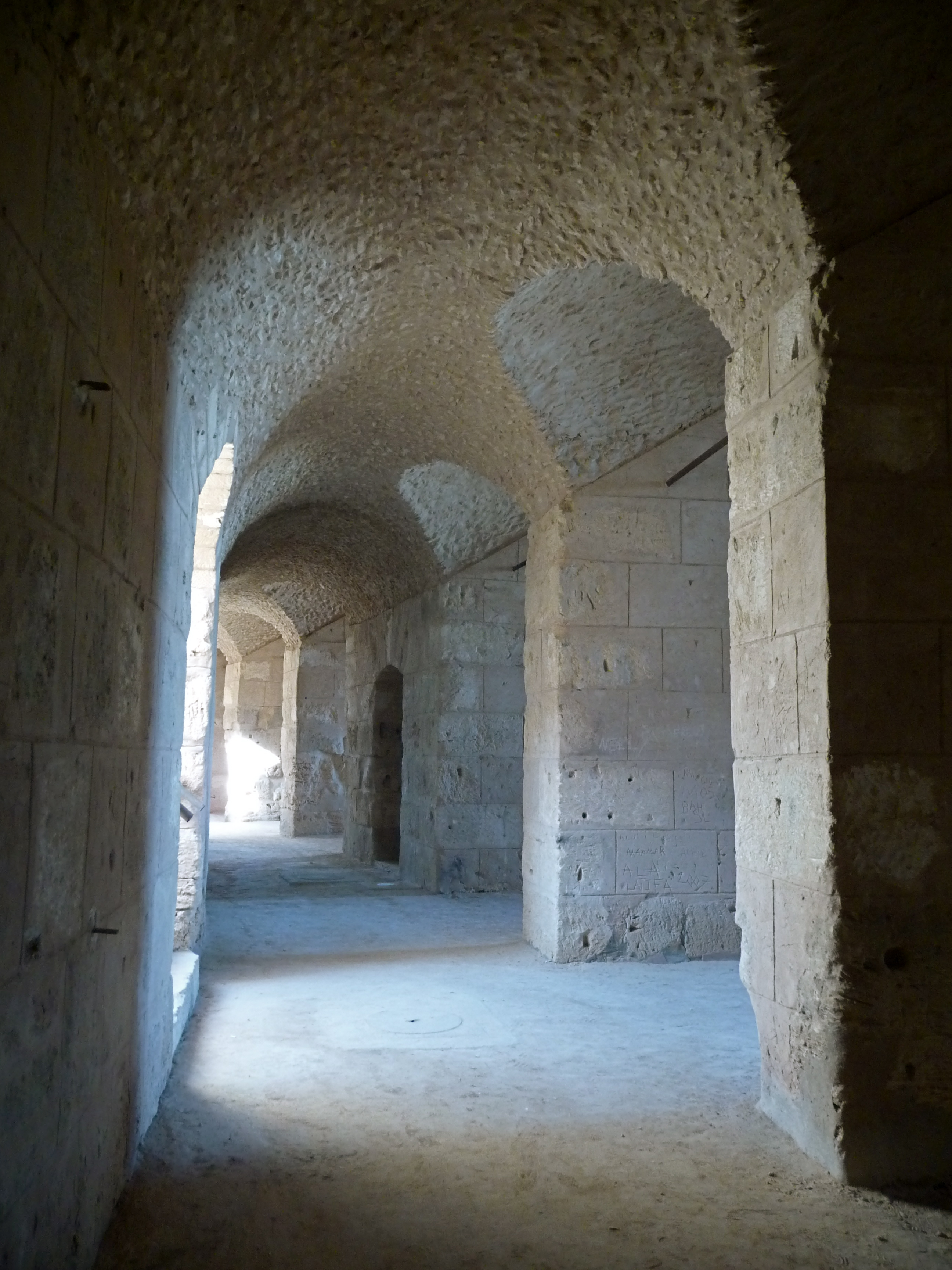
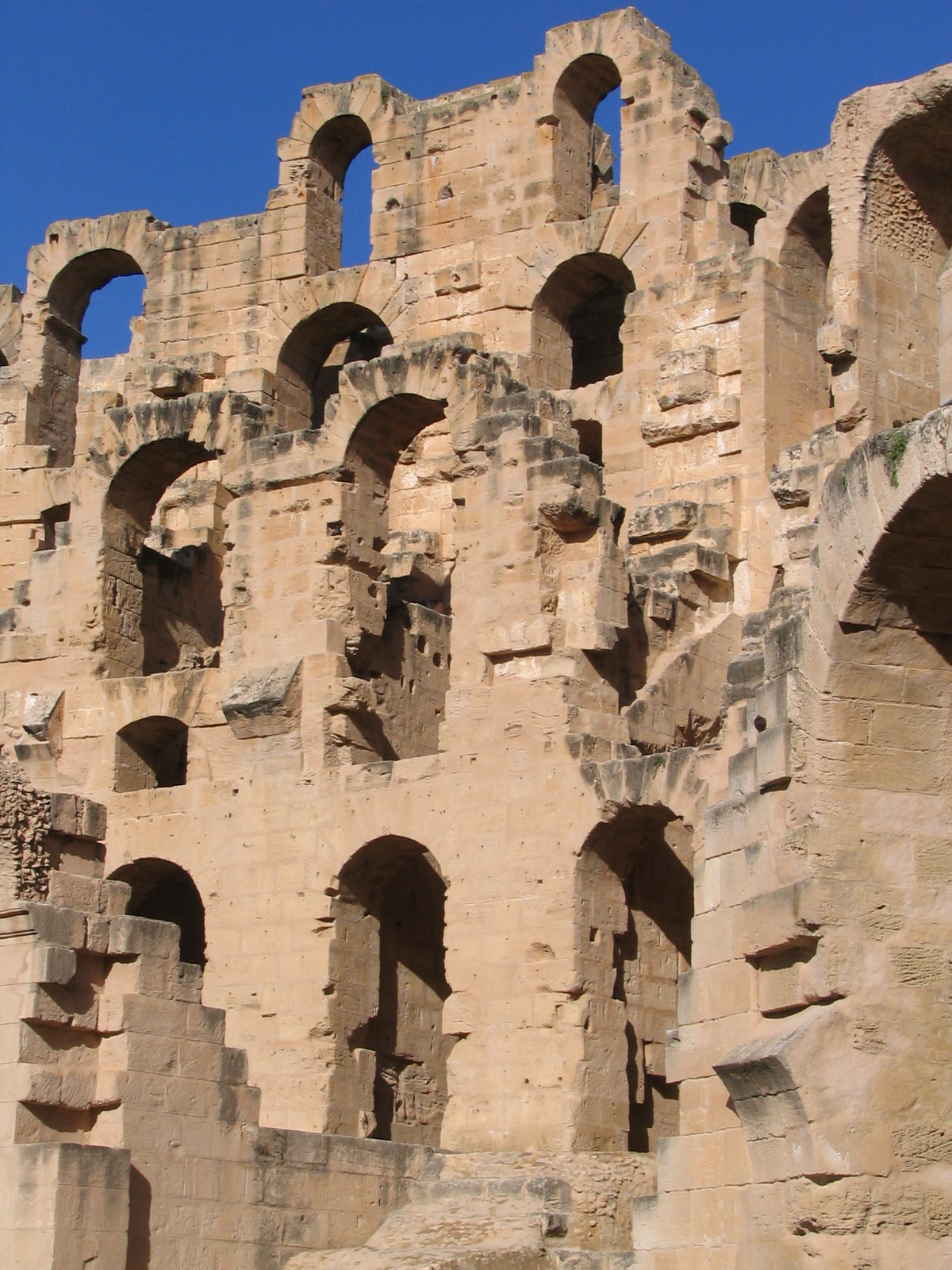
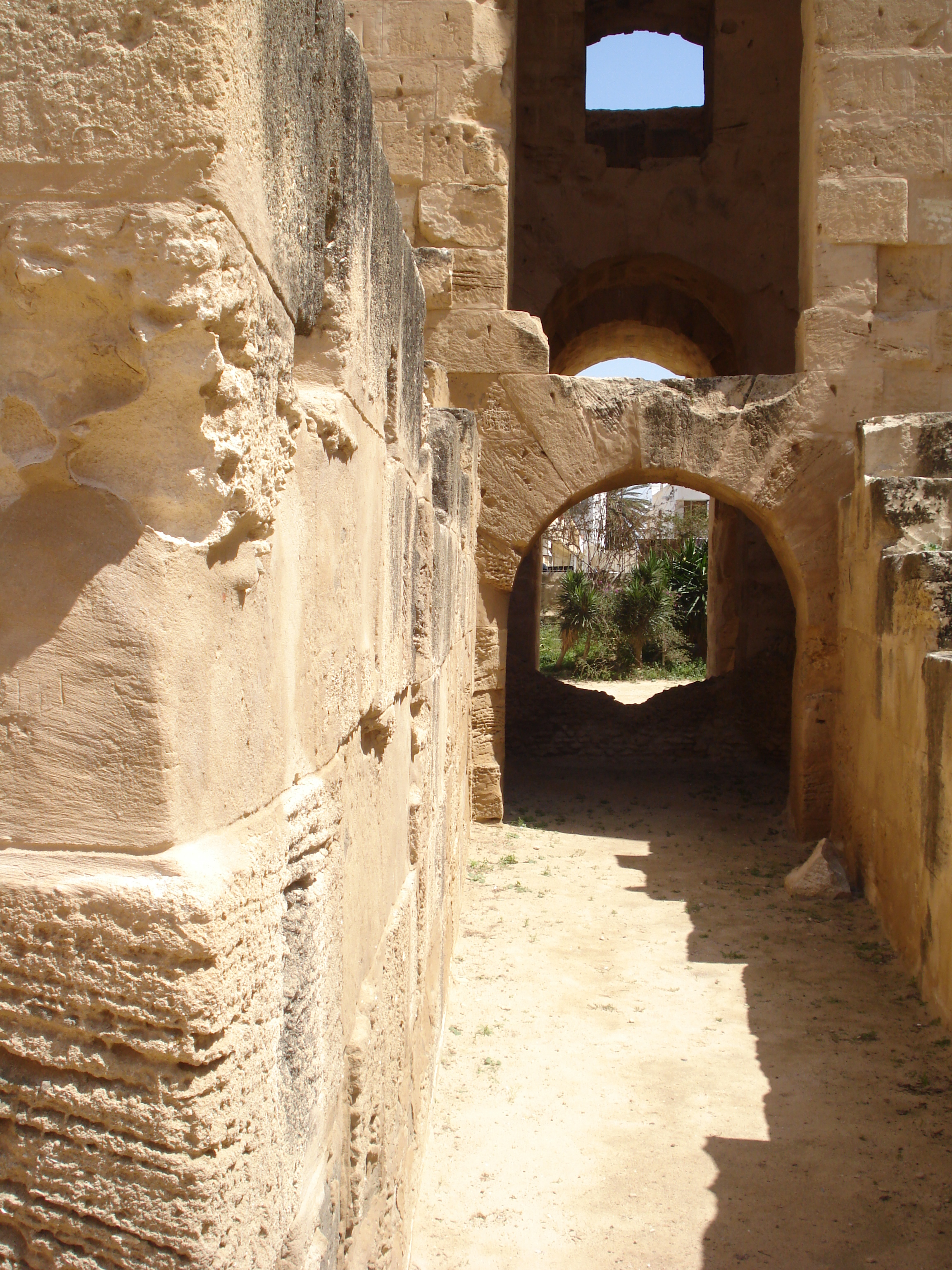
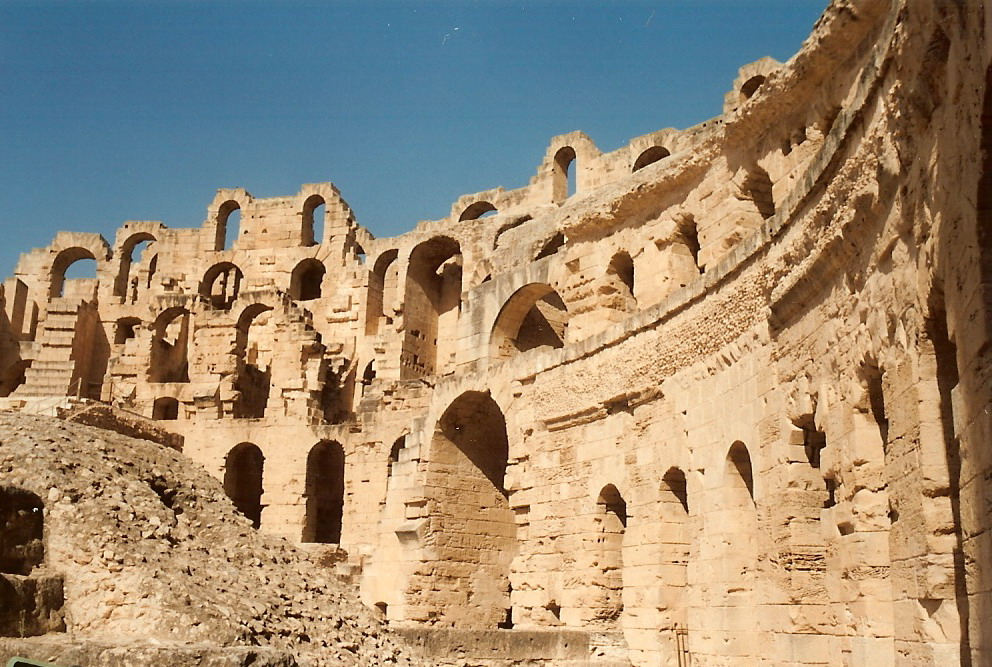
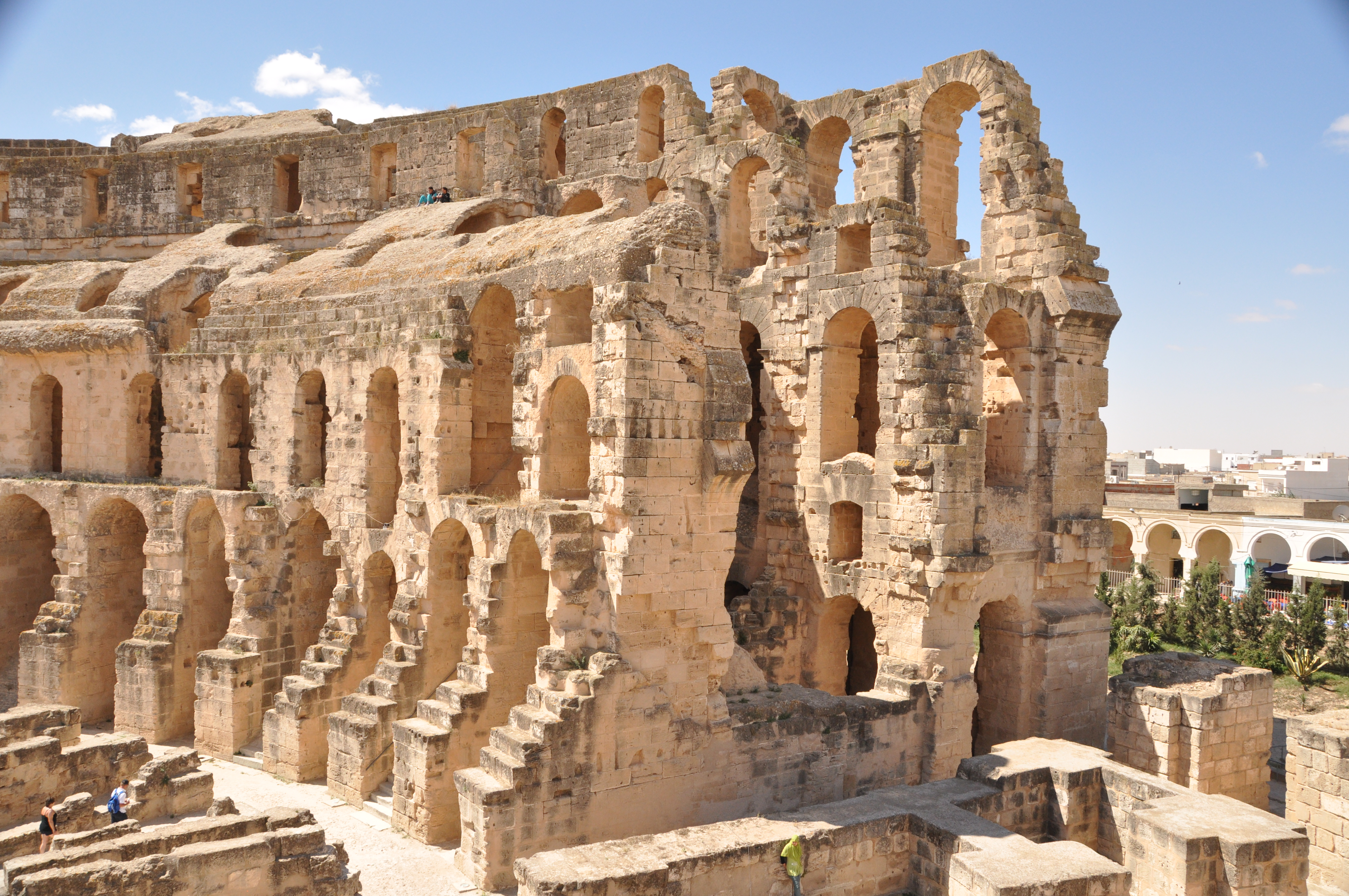
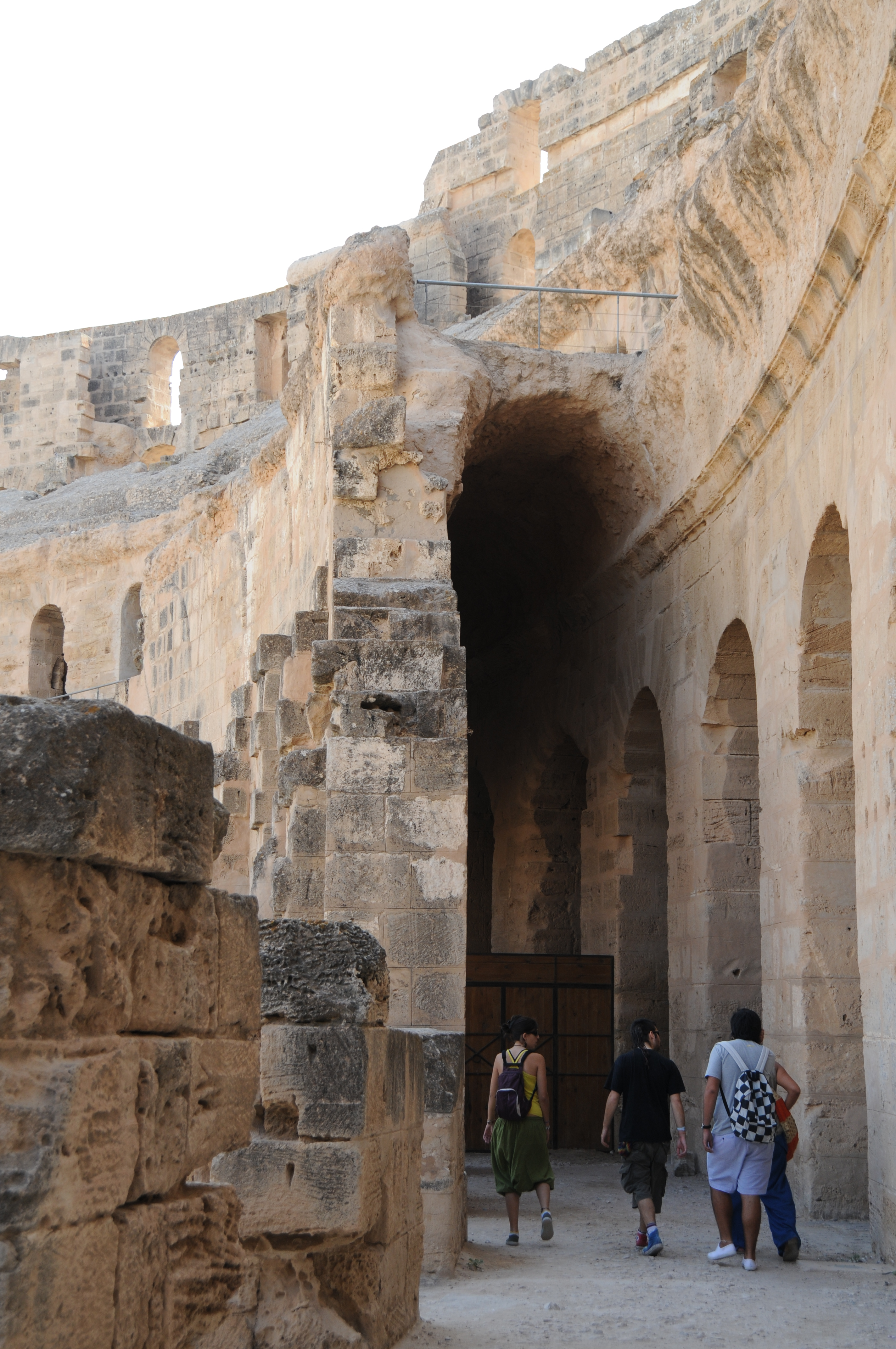
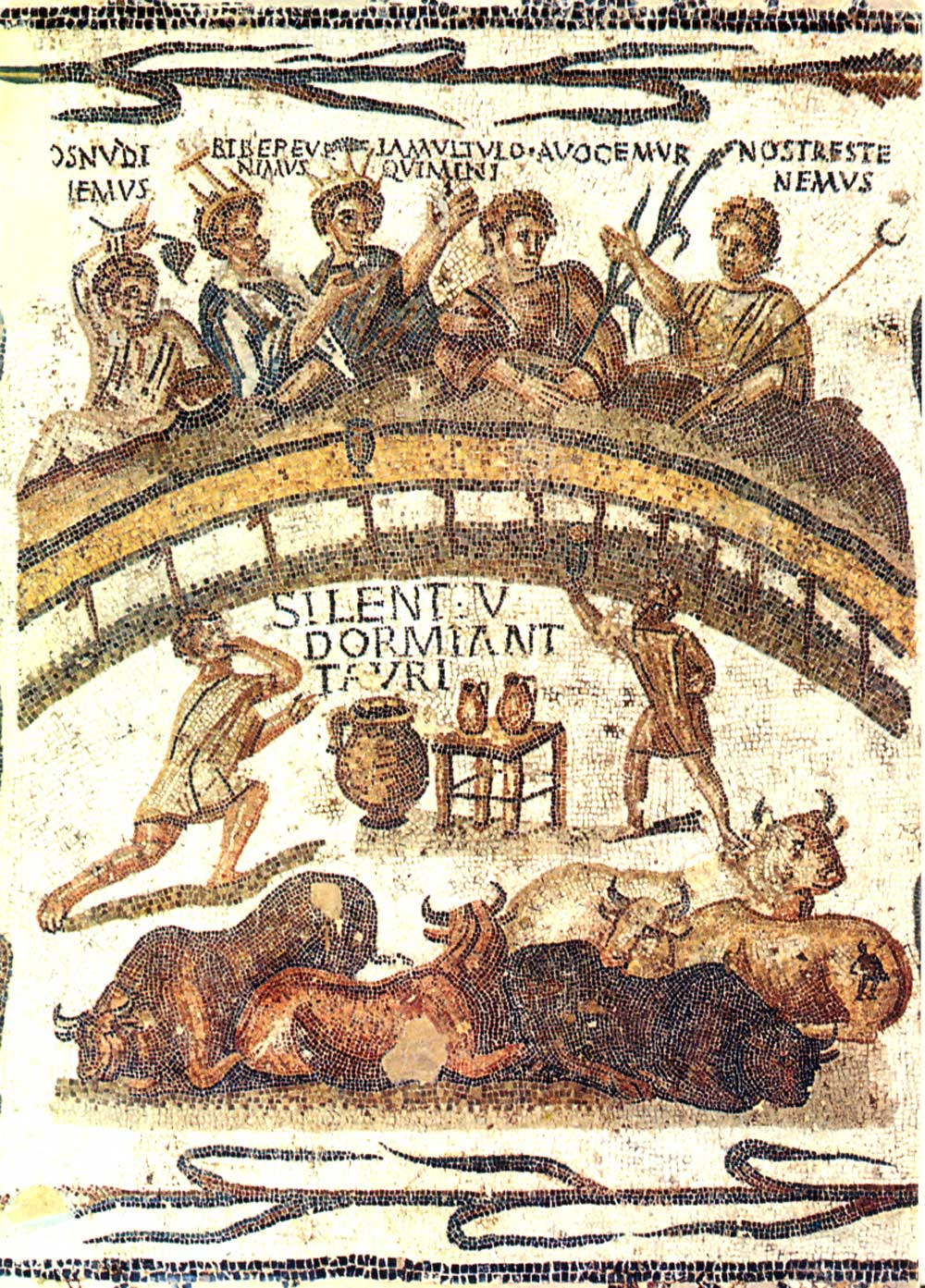
римська мозаїка. перенесена із старовинного Тіздруса в Музей Бардо.
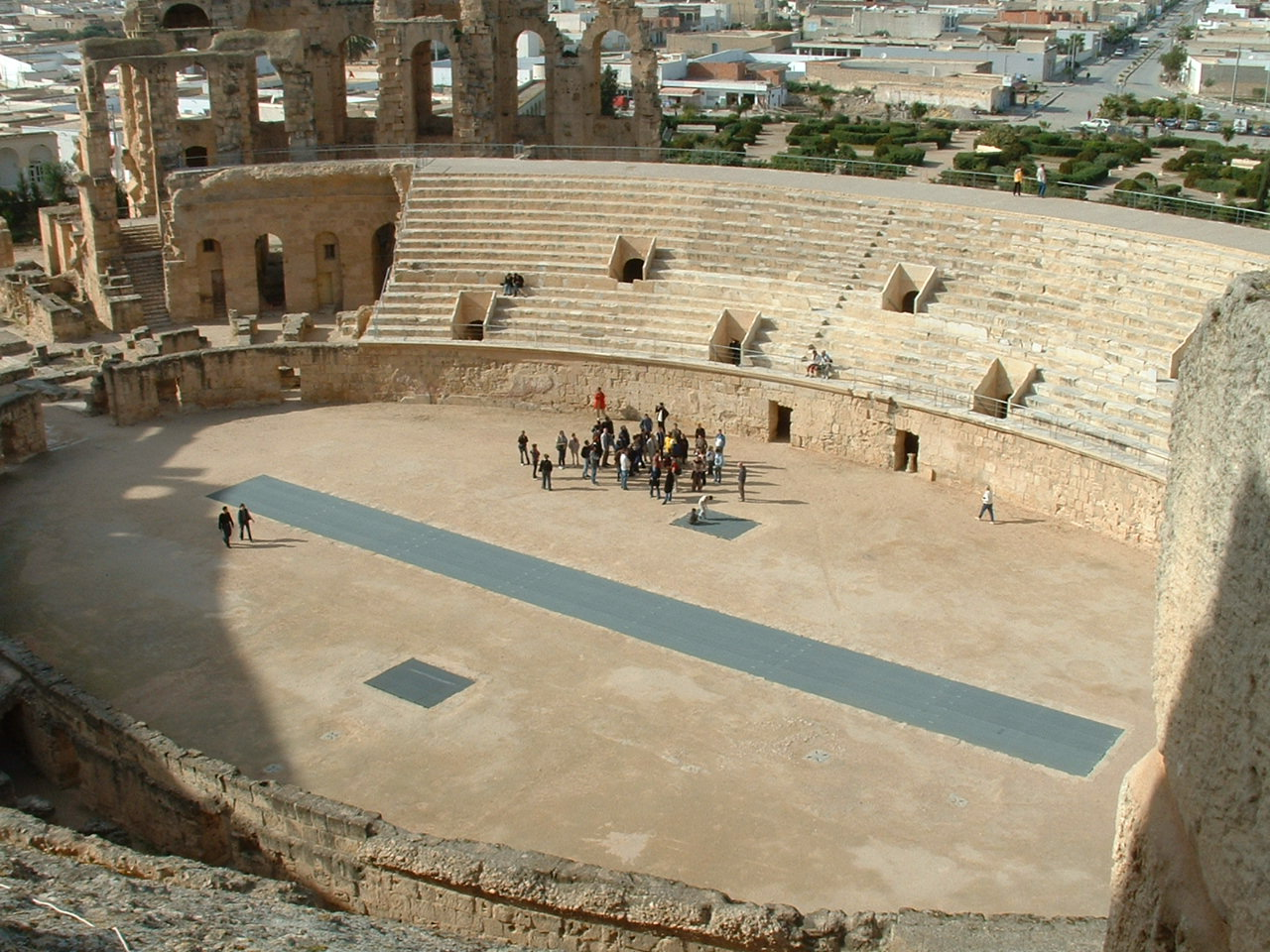
Відновлена частина цирку та арени
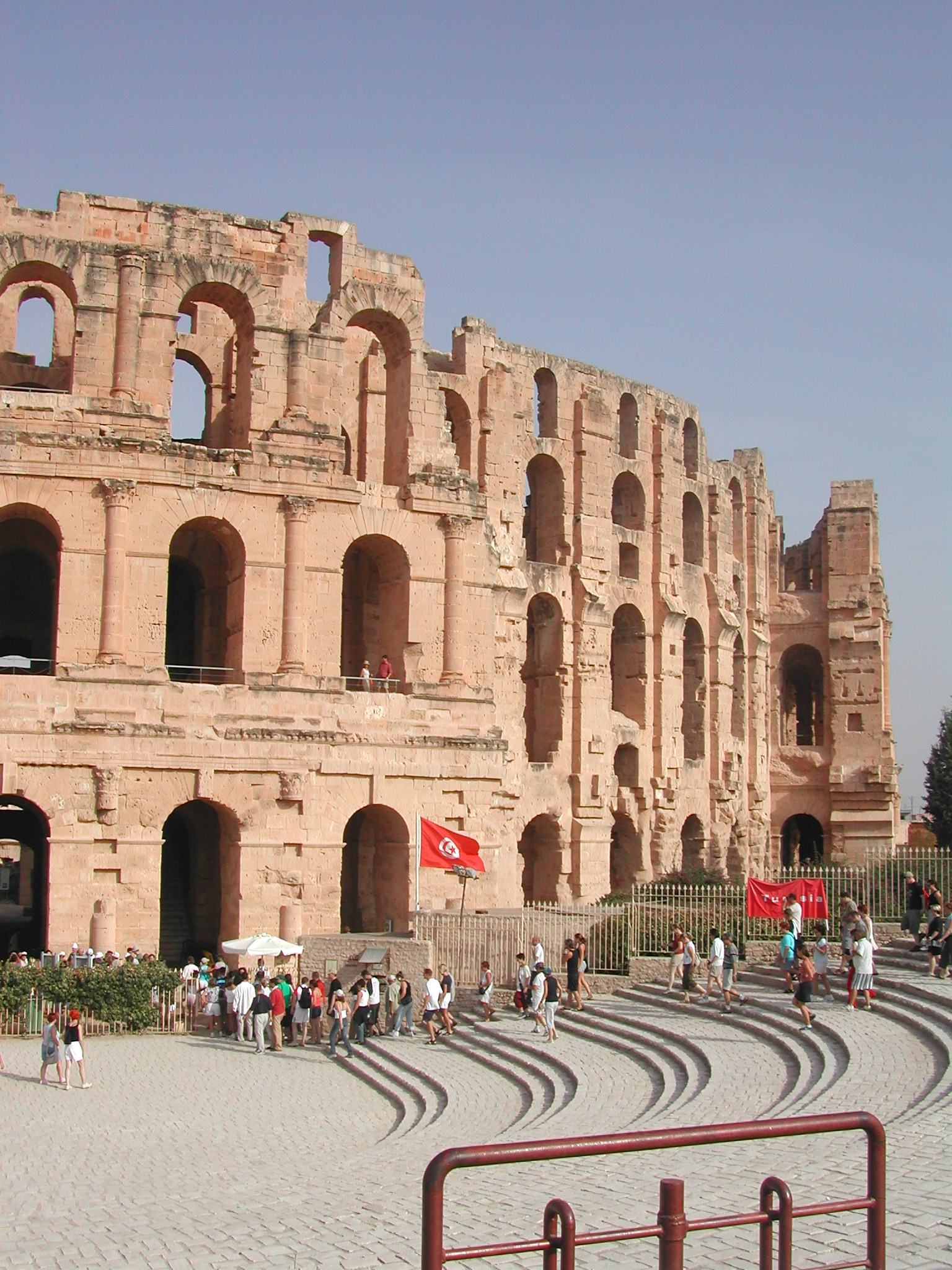
Зовнішній фасад споруди